# スペインバスケットボール連盟
スペインバスケットボール連盟（スペイン語: Federación Española de Baloncesto, 英語: Spanish Basketball Federation）は、スペインにおけるバスケットボール競技を統括する団体である。略称FEB。

## 歴史
- 1932年 国際バスケットボール連盟（FIBA）に加盟。
- 1956年 リーガ・ナシオナル（現・リーガACB）発足。

## 主な主催大会
- コパ・デル・レイ